# Paul Schatz
Paul Schatz fue un escultor, inventor y matemático alemán. Patentó el oloide y descubrió la inversión de los sólidos platónicos, incluyendo el "cubo invertible" o "cubo de Schatz" que es una clase particular de caleidociclo.

## Biografía
Paul Schatz nació en la ciudad de Constanza, Alemania, el 22 de diciembre de 1898. Su familia era de clase media, su padre fue concejal del pueblo y dueño de un pequeño taller de ingeniería.
En 1916, a dos años de iniciada la Primera Guerra Mundial, le fue otorgado el premio "Graf Zeppelin-Preis" por ser el primero en matemáticas y ciencias. A los 17 años fue enviado al frente occidental donde desempeñó tareas como radio operador. 
Luego de la guerra comenzó estudios en matemáticas e ingeniería mecánica en el Colegio de Tecnología de Múnich. Poco antes de recibir su diploma cambió de carrera anotándose en astronomía. Desencantado con la aproximación abstracta a las ciencias prevalente en esa época dejó sus estudios en 1922 y comenzó a prepararse como artista en la escuela "Holzschnitzschule Warmbrunn" de grabado de madera en Riesengebirge.
Entre 1924 y 1927 trabajó como escultor en su propio taller en el lago de  Constanza. Al mismo tiempo comenzó a estudiar intensamente antroposofía.
En el año 1927 publicó el libro A Quest of Art Based on the Strength of Perception (Der Weg zur künstlerischen Gestaltung in der Kraft des Bewusstseins). Ese mismo año el artista se mudó, junto con su esposa, a Dornach, Suiza, donde trabajó hasta la fecha de su muerte el 7 de marzo de 1979.

## Publicaciones
- Schatz, Paul (1975). Rhythmusforschung und Technik (Research of Rhythm and Technology) (en alemán). Verlag Freies Geistesleben, Stuttgart. ISBN 3-7725-0649-6.
- Schatz, Paul (1998). Rhythmusforschung und Technik (Research of Rhythm and Technology) (en alemán). Verlag Freies Geistesleben, Stuttgart. ISBN 3-7725-1626-2 (versión extendida).

## Patentes
- "Tumbling Apparatus" (Oloide), US Pat. 3610587 (Archivo: 16 de julio de 1969. Patente: 5 de octubre de 1971)